# Эджиофор, Эрик
Эрик Эджиофор (англ. Eric Ejiofor; род. 17 декабря 1979) — нигерийский футболист, выступавший на позиции защитника за сборную Нигерии.

## Клубная карьера
Эрик Эджиофор начинал свою карьеру футболиста в нигерийском клубе «Кацина Юнайтед» из одноимённого города. Первую половину 1999 года он провёл за нигерийский «Шутинг Старз», а летом того же года перешёл в «Эньимбу», с которой в 2001 году стал чемпионом Нигерии. В 2002 году Эджиофор стал игроком израильского «Маккаби» из Хайфы. В его составе он дважды выигрывал первенство Израиля и провёл четыре матча группового этапа Лиги чемпионов УЕФА 2002/03. Сезон 2004/05 нигериец отыграл за израильский «Ашдод», после чего перешёл в кипрский «Эносис», где и закончил свою игровую карьеру в 2009 году.

## Карьера в сборной
Эрик Эджиофор играл за сборную Нигерии в матчах отборочного турнира чемпионата мира 2002.
На Кубке африканских наций 2002 в Мали он провёл за Нигерию один матч: поединок за третье место с Мали. Он был включён в состав сборной Нигерии на чемпионат мира по футболу 2002 года в Японии и Южной Корее, но на поле в рамках первенства так и не вышел.

## Достижения
«Эньимба»
- Чемпион Нигерии (1): 2001

 «Маккаби Хайфа»
- Чемпион Израиля (2): 2001/02, 2003/04